# Comité olympique haïtien
Le Comité olympique haïtien (COH) est le représentant national d'Haïti au Comité international olympique (CIO). Ce comité est présidé par Hans Larsen. 

## Présentation
Le 30 août 2013, le président du COH, Jean-Édouard Baker, a été destitué de sa fonction par le comité exécutif du Comité olympique pour « fraudes systématiques et gabegie ».

## Le centre olympique d’Haïti
Le centre olympique d’Haïti, qui sera prêt en août 2013, comprendra des activités en plein air telles une piste athlétisme, un terrain de football, un terrain de basketball, de volleyball et de handball, une piste exercice de mise en forme et des courts de tennis et des activités couvertes comme un gymnase, une salle de pratique sportive, un bâtiment d’administration et de formation...

### Sources
- Association haïtienne de presse sportive, « Bientôt un Centre olympique en Haïti », sur ashaps.com (consulté le 20 février 2012)